# Rathmacknee Castle
Rathmacknee Castle (irisch Caisleán Ráth Mhac nAodha) ist die Ruine eines Tower House etwa 6,3 km westlich von Rosslare im Südosten des irischen County Wexford. Sie gilt als National Monument.

## Geschichte
John Rosseter (auch Rossiter, Rositer oder Rosceter), der um 1451 zum Seneschall der Liberty von Wexford ernannt wurde, soll Rathmacknee Castle bauen haben lassen. Andere Quellen bringen den Bau der Burg mit seinem Enkel Thomas Rossiter, Seneschall im Jahre 1493, in Verbindung. Die Rossiters blieben nach der Reformation katholisch, standen aber der englischen Monarchie loyal gegenüber und konnten ihre Ländereien behalten. In den Konföderationskriegen kämpfte Colonel Thomas Rosseter in Wexford gegen die Truppen Cromwells und daher wurden 1654 seine Ländereien konfisziert. Die Burg blieb bis in die 1760er-Jahre bewohnt. Im 19. Jahrhundert ließ ihr damaliger Besitzer, Hamilton Knox Grogan Morgan, sie restaurieren.

## Beschreibung
Rathmacknee Castle ist ein Tower House (irisch Caiseal) in der Südostecke einer fünfseitigen Einfriedung mit einem Scharwachturm in der Mauer der Einfriedung.
Das Gebäude ist fünf Stockwerke hoch und die Brüstung trägt irische Zinnen.
Am Eingang zum Tower House kann man die Befestigung einer Zugbrücke, ein Mörderloch und Treppen sehen. In den oberen Räumen findet man offene Kamine, Gewölbedecken und Aborterker.
Das Tower House wurde in der Nähe einer Furt und einer heiligen Quelle, die dem heiligen Martin geweiht war, platziert. Eine Kirche und ein Friedhof befanden sich südlich davon und Erdwerke zum Schutz im Norden.